# امانت‌الله روشن زائر
امانت‌الله روشن‌زائر مشهور به ا. روشن (زاده ۱۲۸۶ روستای همت‌آباد آباده) نویسنده و مترجم ایرانی و از فیزیک‌دانان پیشکسوت ایران و از مهره‌های اصلی دانشکدهٔ علوم بود.

## زندگی
امانت‌الله روشن زائر فرزند نصرالله در سال ۱۲۸۶ در خانواده‌ای بهائی در روستای همت‌آباد آباده زاده شد. تحصیلات ابتدایی خود را در آباده و تحصیلات متوسطه را در تهران به پایان رساند. او در اوایل دوران کودکی نزد پدرش خواندن و نوشتن و نیز ریاضیات را آموخت؛ سپس در مدرسهٔ «همت» آباده به تحصیل پرداخت. در سال ۱۳۰۱ پدرش او را برای ادامهٔ تحصیل به تهران می‌فرستد. وی موفق می‌شود تحصیلات ابتدایی و متوسطهٔ خود را در مدرسهٔ تربیت تهران که ویژهٔ بهائیان بود به پایان برساند.
روشن زائر در سال ۱۳۰۷ در امتحان اعزام محصل به خارج از کشور شرکت کرده و پس از پذیرفته‌شدن در این امتحان عازم فرانسه شد. او از جمله نخستین گروه محصلین اعزامی به اروپا بود. وی در دانشگاهی در شهر پاریس به تحصیل می‌پردازد. در همان سال‌های اولیهٔ تحصیل در فرانسه به رشتهٔ فیزیک علاقه‌مند می‌شود و تحصیلات خود را در این رشته ادامه می‌دهد تا آن‌که در سال ۱۳۱۴ موفق به دریافت مدرک اعطایی دکترا در رشتهٔ فیزیک که بالاترین درجهٔ دکترای آن زمان در فرانسه بوده، می‌شود.
روشن زائر پس از اتمام تحصیلات خود در فرانسه راهی ایران می‌شود و در تهران به کار تدریس در دانشکدهٔ علوم دانشگاه تهران مشغول می‌شود. از دیگر مسؤولیت‌های وی ریاست ادارهٔ امتحانات آموزش و پرورش است. روشن زائر همدورهٔ محمود حسابی بود و با همکاری هم توانستند اولین آزمایشگاه علوم را که محمود حسابی در دانشگاه تهران تأسیس کرده بود گسترش دهند. به گفتهٔ روشن زائر، بعد از تکمیل و گسترش این آزمایشگاه در آن زمان با همکاری کمال‌الدین جناب و علی اکبر خمسوی به آموزش و تدریس دانشجویان دانشکدهٔ علوم دانشگاه تهران مشغول می‌شوند.
دکتر امانت‌الله روشن زائر فردی متواضع و فروتن بود و بر این عقیده بود که وظیفهٔ هر معلمی است که متواضع باشد و این تواضع را به شاگردان خود هم آموزش دهد.
او در سال‌های پایانی عمر خود به‌دلیل بیماری و کهولت سن و به دستور پزشک معالج خود، تحقیق و پژوهش را علی‌رغم میل باطنی خود کنار گذاشته و تنها به آموزش می‌پردازد و تا پایان عمر تمام وقت خود را وقف تعلیم و تربیت می‌کند.
در سال ۱۳۸۶ انتشارات دانشگاه تهران از وی به همراه تنی چند از مؤلفان و مترجمان انتشارات دانشگاه تهران تقدیر شد.

## آثار
دکتر روشن زائر حدود ۲۳ جلد کتاب به رشتهٔ تحریر درآورده که ۶ جلد آن به سفارش وزارت فرهنگ وقت و بقیهٔ کتاب‌ها به سفارش دانشگاه تهران برای تدریس دوره‌های مختلف آموزشی در سطوح دبیرستان و دانشگاه بوده‌است که از آن جمله می‌توان به کتاب‌های فیزیک و شیمی دبیرستان (یعنی فیزیک و شیمی نظام قدیم قبل از سال‌های ۱۳۵۰) و فیزیک نجومی اشاره کرد.

### کتاب
- استفاده از انرژی خورشید در خانه و کارخانه و مزرعه، تهران: انتشارات دانشگاه تهران، ۱۳۴۶[۹]
- [همان]، ج. ۲: اصول نظری و روش‌های محاسبه و سنجش انرژی تابشی خورشید، تهران: انتشارات دانشگاه تهران، ۱۳۴۶[۹]
- فیزیک عمومی (۸ جلدی)، تهران: انتشارات دانشگاه تهران، ۱۳۲۹ (ج۱. گرما،[۱۰] ج۳. تئوری سینستیک گازها،[۱۱] ج۴. تابش،[۱۲] ج۷. پدیده‌های فیزیکی در دماهای بسیار خفیف،[۱۳] ج۸. کارهای آزمایشگاه و مسائل ترمودینامیک[۱۱])
  - فیزیک عمومی: الکتریسیته (۴ جلدی)، تهران: انتشارات دانشگاه تهران، ۱۳۳۶ (ج۱. الکترواستاتیک و الکتروسینستیک. ج۲. مغناطیس و الکترودینامیک. ج۳. جریان‌های متناوب - تولید و مصرف الکتریسیته، الکترون آزاد - انتشار امواج الکترومانیتیک.[۱۴] ج۴. الکترونیک و خصائص اتم و هسته و انتشار امواج الکترومانیتیک)[۱۵]
  - فیزیک عمومی: ترمودینامیک (۳ جلدی)، تهران: انتشارات دانشگاه تهران، ۱۳۳۳ (ج۱. مبانی و اصول. ج۲. تولید گرما و طرق استفاده از آن. ج۳. اصول سوم ترمودینامیک - ترمودینامیک آماری - تعادل ترمودینامیک - ترمودینامیک کواکب - تروسینیگ)[۱۶]
  - فیزیک عمومی: ماده و انرژی (۲ جلدی)، تهران: انتشارات دانشگاه تهران، ۱۳۳۸ (ج۱. اتم و سازمان داخلی آن.[۱۷] ج۲. تبدیل عناصر - شکاف و پیوند هسته‌ها - کورهٔ اتمی - روش‌های استفاده از انرژی اتمی[۱۸])
- فیزیک نجومی خورشید (۳ جلدی)، تهران: انتشارات دانشگاه تهران، ۱۳۳۹ (ج۱. وسایل مطالعه و مشخصات هندسی و فیزیکی خورشید، لک‌ها و مشعل‌ها - شید. ج۲. خرمن خورشید، فعالیت خورشید، مراکز فعال، مناطق داخلی خورشید، تأثیر فعالیت‌های خورشید روی پدیده‌های زمینی)[۱۸]

### مقاله
- شعر عاشقانهٔ ا. بامداد (از احسان مژده و ا. روشن)، مجلهٔ اندیشه و هنر، شمارهٔ دوم، دورهٔ پنجم، (ویژه‌نامهٔ احمد شاملو)[۱۹]
- کتاب‌گُزاری (از ح. لیچ‌ئیم - ا. روشن و بهمن فرسی)، مجلهٔ اندیشه و هنر، شمارهٔ دوم، دورهٔ پنجم، (ویژه‌نامهٔ احمد شاملو)[۲۰]

## پی‌نوشت
1. 1 2 3 4 5 6 7 8  «مفاخر علمی ایران: دکتر امانت‌الله روشن زائر، فیزیک‌دان پیشکسوت کشور، فاطمه مهسا حسینی، ایران صدا». بایگانی‌شده از اصلی در ۳۱ دسامبر ۲۰۱۳. دریافت‌شده در ۱۵ سپتامبر ۲۰۱۱.
2. 1 2  «همه‌چیز دربارهٔ تاریخ تأسیس اولین مدرسهٔ ملی در آباده، محمدحسین نمازی (به روایت مستقیم از عبدالرحیم رضانیا)، آباده نیوز، ۱۰ اردی‌بهشت، ۱۳۸۶». بایگانی‌شده از اصلی در ۲۷ ژانویه ۲۰۱۲. دریافت‌شده در ۱۵ سپتامبر ۲۰۱۱.
3. 1 2  بازتاب، داستان یک مدرسهٔ بهایی، روزنامهٔ کیهان، شمارهٔ ۱۸۶۵۷ به تاریخ ۱۳۸۵/۸/۱۵، صفحه ۸ (پاورقی)
4. ↑  فتاحی، «اعزام نخستین گروه محصلین به اروپا»، دوماهنامهٔ خاطرات وحید، ش ۴۱، ۶۹.
5. ↑  ، «جشن پانزده بهمن در پایتخت و شهرستان‌ها»، فصلنامهٔ تعلیم و تربیت (آموزش و پرورش)، ۱۰۸.
6. ↑  در ۶۱ سالگی انتشارات ۱۰۰ مؤلف و مترجم انتشارات دانشگاه تهران تقدیر شدند، خبرگزاری مهر، تهران: ۱۳۸۶/۱۲/۱۵، ساعت ۰۹:۵۵[پیوند مرده]
7. ↑  «کتاب‌های درسی در ایران از تأسیس دارالفنون تا انقلاب اسلامی: ۱۲۳۰ خورشیدی تا ۱۳۵۷، اسفندیار معتمدی، (به نقل از پایگاه ناظم‌سرا)». بایگانی‌شده از اصلی در ۱۴ ژانویه ۲۰۱۲. دریافت‌شده در ۱۵ سپتامبر ۲۰۱۱.
8. ↑  «+ام‍ان‍ت‌ال‍ل‍ه، +1286-&_DigLib_Search_tagSearch=2&_DigLib_Search_diglib=192.168.138.11&_DigLib_Search_diglibCode=1&_DigLib_Search_serverNumber=0&_DigLib_Search_databaseId=0&_DigLib_Search_notSearch= روش‍ن زائ‍ر، ام‍ان‍ت‌ال‍ل‍ه. ف‍ی‍زی‍ک ن‍ج‍وم‍ی خ‍ورش‍ی‍د. ت‍ه‍ران: دان‍ش‍گ‍اه ت‍ه‍ران، ۱۳۳۹، پایگاه اینترنتی کتابخانهٔ دانشگاه مازندران». بایگانی‌شده از اصلی در ۲۲ فوریه ۲۰۱۴. دریافت‌شده در ۱۳ اکتبر ۲۰۱۹. کاراکتر zero width joiner character در |title= در موقعیت 4 (کمک); کاراکتر zero width joiner character در |url= در موقعیت 243 (کمک)
9. 1 2  جزئیات اطلاعات کتاب در پایگاه کتابخانهٔ ملی ایران[پیوند مرده]
10. ↑  جزئیات اطلاعات کتاب در پایگاه اینترنتی کتابخانهٔ ملی[پیوند مرده]
11. 1 2  جزئیات اطلاعات کتاب در پایگاه اینترنتی کتابخانهٔ ملی[پیوند مرده]
12. ↑  جزئیات اطلاعات کتاب در پایگاه اینترنتی کتابخانهٔ ملی[پیوند مرده]
13. ↑  جزئیات اطلاعات کتاب در پایگاه اینترنتی کتابخانهٔ ملی[پیوند مرده]
14. ↑  جزئیات اطلاعات کتاب در پایگاه اینترنتی کتابخانهٔ ملی[پیوند مرده]
15. ↑  جزئیات اطلاعات کتاب در پایگاه اینترنتی کتابخانهٔ ملی[پیوند مرده]
16. ↑  «جزئیات اطلاعات کتاب در پایگاه اینترنتی کتابخانهٔ ملی». بایگانی‌شده از اصلی در ۳۰ دسامبر ۲۰۱۳. دریافت‌شده در ۱۵ سپتامبر ۲۰۱۱.
17. ↑  جزئیات اطلاعات کتاب در پایگاه اینترنتی کتابخانهٔ ملی[پیوند مرده]
18. 1 2  جزئیات اطلاعات کتاب در پایگاه اینترنتی کتابخانهٔ ملی[پیوند مرده]
19. ↑  جواهری گیلانی، تاریخ تحلیلی شعر نو، ۳:‎ ۱۳۶.
20. ↑  جواهری گیلانی، تاریخ تحلیلی شعر نو، ۳:‎ ۱۳۶.